# キャリアデザイン学科
キャリアデザイン学科（キャリアデザインがっか）とはキャリアデザイン学を教育研究する事を目的として大学などの高等教育機関に置かれる学科の名称。
学生は在学中に自分の適職を発見すると共に将来どのような業界に就職するかといった事などを考え将来をデザインする。

## 設置校

### 大学
- 法政大学
- 豊橋創造大学
- 羽衣国際大学
- 大手前大学

### 短期大学
- 仙台青葉学院短期大学
- 新島学園短期大学
- 名古屋経済大学短期大学部
- 大阪樟蔭女子大学短期大学部
- 岩国短期大学
- 佐賀女子短期大学